# Bernadette Soubirous
Bernadette Soubirous, egentligen Marie-Bernard Soubirous, född 7 januari 1844 i Lourdes, Frankrike, död 16 april 1879 i Nevers, Frankrike, var en fransk mystiker och nunna. Hon vördas som helgon inom Romersk-katolska kyrkan; hennes helgondag firas den 16 april.

## Biografi
Den blott 14-åriga Bernadette, en enkel bondflicka, hade 1858 inte mindre än 18 visioner av Jungfru Maria i en grotta med helande vatten (la grotte de Massabielle) nära Lourdes i södra Frankrike, händelser som Katolska kyrkan firar som Vår Fru av Lourdes. Den första uppenbarelsen ägde rum den 11 februari 1858. Enligt Bernadette sade Jungfru Maria: ”Jag är den Obefläckade Avlelsen”); (occitanska: Que soi era immaculada concepcion).  
Hon erfor denna syn upprepade gånger och ryktena om mirakulösa tillfrisknanden spreds som en löpeld. Hon blev offer för skvaller och ovälkommen publicitet och många i hennes omgivning betvivlade sanningshalten i hennes syner. 
Från 1866, när hon var 22 år gammal, var Bernadette nunna i Nevers, och skötte bland annat om sårade i fransk-tyska kriget. Hon var dock klen och sjuklig och avled 1879, 35 år gammal.
Sedan 1858 har hundratusentals pilgrimer kommit till källorna i Lourdes årligen, för att be om bot för sina sjukdomar och många säger sig ha blivit helt friska.

## Bilder
| - Staty föreställande Bernadette, i Nevers. |